# 和住吉三郎
和住 吉三郎（わずみ きちさぶろう、1892年〈明治25年〉3月12日 - 1955年〈昭和30年〉1月）は、大日本帝国陸軍軍人。最終階級は陸軍主計中将。

## 経歴
1892年（明治25年）に石川県で生まれた。陸軍経理学校第7期主計候補生として1913年（大正2年）5月19日に卒業した。1938年（昭和13年）3月に陸軍主計大佐に進級し、1941年（昭和16年）8月25日に陸軍主計少将に進級。同年11月6日に第11軍経理部長に就任し、日中戦争に出動した。
1943年（昭和18年）3月に第2方面軍経理部長に就任し、1945年（昭和20年）3月1日に陸軍主計中将に進級した。同年4月7日に南方軍経理部長に就任し、サイゴン東方のダラットで終戦を迎えた。1946年（昭和21年）9月6日に予備役に編入された。
1947年（昭和22年）11月28日、公職追放仮指定を受けた。